# Всмоктування білків
Всмо́ктування білкі́в їжі відбувається в основному в тонкій кишці після гідролізу їх до амінокислот. Деякі амінокислоти можуть всмоктуватися в шлунку і товстій кишці. Всмоктування амінокислот відбувається як шляхом дифузії, так і активного транспорту. Потрапляючи по системі ворітної вени до печінки, вони використовуються для синтезу білків, в тому числі специфічних білків крові (протромбіну, фібриногену тощо). Амінокислоти, які кров розносить по організму, використовуються для синтезу тканинних білків. Регулюючий вплив на всмоктування білків виявляють гормони щитоподібної залози, кори наднирників гіпофізу.